# SEMAN
El Servicio de Mantenimiento, más conocido como SEMAN PERÚ S.A.C., es una empresa estatal de derecho privado adscrita al Ministerio de Defensa del Perú, dedicada a la fabricación, reparación y mantenimiento de aeronaves civiles, comerciales y militares.

## Historia

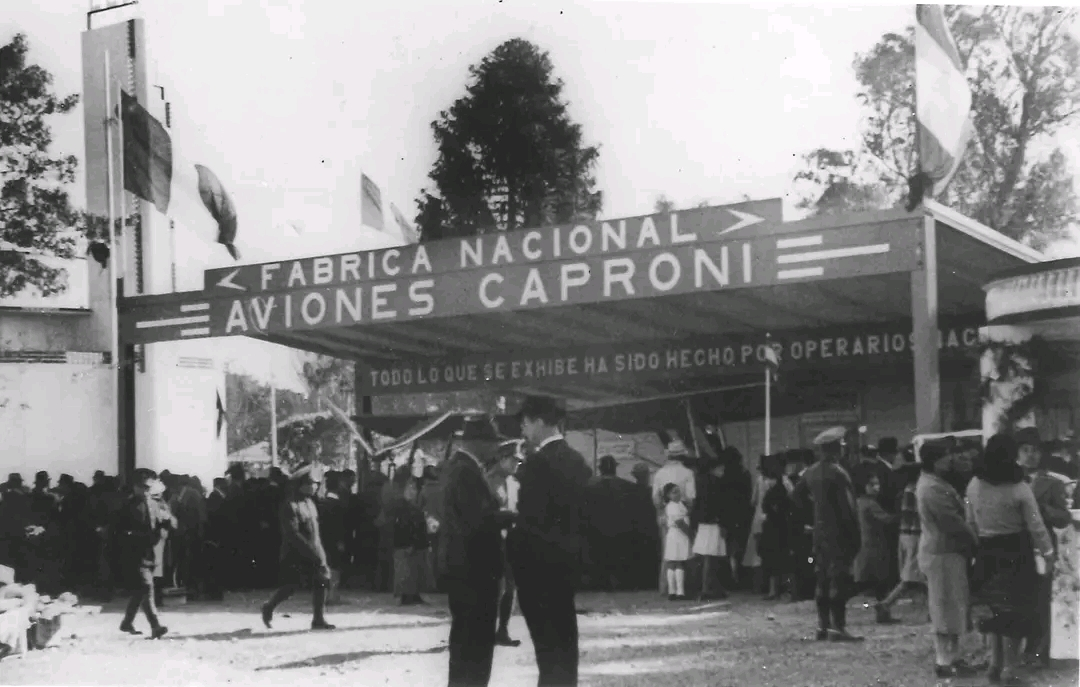
Foto del libro "Fábrica Nacional de Aviones Caproni Peruana"

El 13 de junio de 1933 bajo la orden del entonces presidente Oscar R. Benavides se ejecuta la creación de servicio técnico para el mantenimiento y de producción de aeronaves "Taller Central de Aviación" con sede en la fortaleza del real Felipe bajo la dirección del Cuerpo Aeronáutico del Perú ( hoy Fuerza Aérea del Perú)
En 1936 en acuerdos con Italia crea una filia de la fábrica de aviones Caproni de Milán llamada "Fábrica Nacional de Aviones Caproni", años después con una nueva reorganización pasaría a llamarse Arsenal Aeronáutico y en los años 60 tomaría el nombre actual Servicio de Mantenimiento.
En el 2016 mediante ley Nº 30469 se inicia el proceso para convertirse en una empresa, hecho que culmina formalmente el 2022